# Ceramius bicolor
Ceramius bicolor är en stekelart som först beskrevs av Carl Peter Thunberg 1815.  Ceramius bicolor ingår i släktet Ceramius och familjen Masaridae. Inga underarter finns listade.